# 송재우 (야구 해설가)

송재우(1966년 8월 3일 ~ )는 MLB전문가로, 최초의 비선수출신 야구해설가이다. 현재는 MBC Sports+와 JTBC의 야구해설위원으로 활동하고 있다.

## 생애
어려서부터 AFKN을 통해 메이저 리그를 즐겨봤던 송재우는 1990년에 메이저 리그 야구장을 일일이 찾아다니며 미국 야구를 본격적으로 탐닉하게 된다. 그 결과 1995년부터는 일요신문의 MLB통신원으로 활동하며 박찬호소식을 국내에 전하였고, 샌프란시스코 지역일간지에도 칼럼을 기고하였다. 1998년 미국생활을 정리하고 국내로 들어와 박찬호선발 등판 경기를 독점중계하던 iTV의 MLB해설위원으로 활동하게 된다. 이후 2001년부터는 박찬호선발 등판 경기를 독점중계한 지상파 MBC로 옮겨 해설위원 활동을 이어가게 된다. 그후 MLB 독점중계권을 획득한 방송국들(Xports, OBS)에서 해설위원으로 활동하다 2006년 스포츠 케이블방송인 Xports에서 월드베이스볼클래식을 중계하며 야구해설의 범위를 국내야구까지 확장하였고, 그 결과 2009년 IPTV방송인 IPSN에서 KBO 리그해설까지 담당하게 되었다. 2012년부터는 MBC Sports+에서 MLB 해설을, JTBC에서 월드베이스볼클래식 해설을 맡고 있다.

## 출신학교
- 골든게이트대학교 컴퓨터정보시스템 학사
- 경신고등학교

## 해설 경력
- iTV - MLB 해설
- MBC - MLB 해설
- MBC 스포츠+ - MLB 해설
- Xports - MLB 및 WBC 해설
- OBS경인TV - MLB 해설
- IPSN - KBO 리그 해설
- JTBC - WBC 해설

## 라디오DJ 경력
- YTN 스포츠 퍼레이드 MC

## TV 출연
- JTBC 잡스 - 1회 게스트